# Margit Bokor

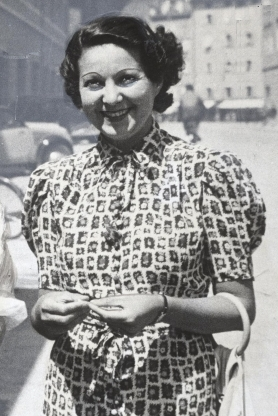
Margit Bokor

Margit Bokor (* 2. April 1900 in Losonc als Margit Wahl; † 9. November 1949 in New York City) war eine ungarische Opernsängerin (Sopran).

## Leben
Margit Bokor wurde in Losonc im damals ungarischen Komitat Neograd geboren. Sie nahm Gesangsunterricht in Budapest und Wien. 1928 debütierte sie am Nationaltheater in Budapest. Am Opernhaus Leipzig war sie von 1928 bis 1930 und an der Semperoper von 1930 bis 1933 engagiert. So trat sie am 16. November 1932 in Verdis Oper Die Macht des Schicksals auf, in der sie die Rolle der Donna Leonore di Vargas übernahm. In Mozarts Oper Così fan tutte war sie die Dorabella, in Suppès Operette Boccaccio die Beatrice und in Wagners Oper Tannhäuser  (unter Fritz Busch) die Venus. Weiters war sie als Elisabeth von Valois in Verdis Don Carlos besetzt. 
In der Uraufführung der Arabella von Hugo von Hofmannsthal (Libretto) und Richard Strauss (Musik) wurde ihr die Hosenrolle der Zdenka übertragen. Regie führte Josef Gielen. Dirigent war Clemens Krauss und dessen Frau Viorica Ursuleac sang die Titelpartie. Die Uraufführung fand am 1. Juli 1933 statt und wenig später wäre sie wohl, weil Jüdin, gekündigt worden. Clemens Krauss, der bis Ende 1934 Direktor am Wiener Operntheater war, der heutigen Staatsoper, bot ihr ein Festengagement an. Ab September 1933 war sie in einer Vielzahl von Mozart-, Verdi-, Wagner-, Puccini- und Richard-Strauss-Opern an der Wiener Oper besetzt, auch als Zdenka in der Arabella-Inszenierung von Lothar Wallerstein. Von 1934 bis 1937 gastierte sie alljährlich bei den  Salzburger Festspielen – im ersten Jahr als Cherubino in Mozarts Hochzeit des Figaro (dirigiert von Clemens Krauss) und in der Titelpartie von Webers Oberon (dirigiert von Bruno Walter) sowie in zwei Richard-Strauss-Opern.
Sie flüchtete 1939 nach Nordamerika, wo sie ihre Karriere an großen Häusern in New York, St. Louis, Chicago und Philadelphia fortsetzte. Weiter war sie in Rio de Janeiro als Traviata und als Musetta in La Bohème zu hören. Ab 1947 war sie Ensemblemitglied der City Centre Opera in New York City.

## Gedenken

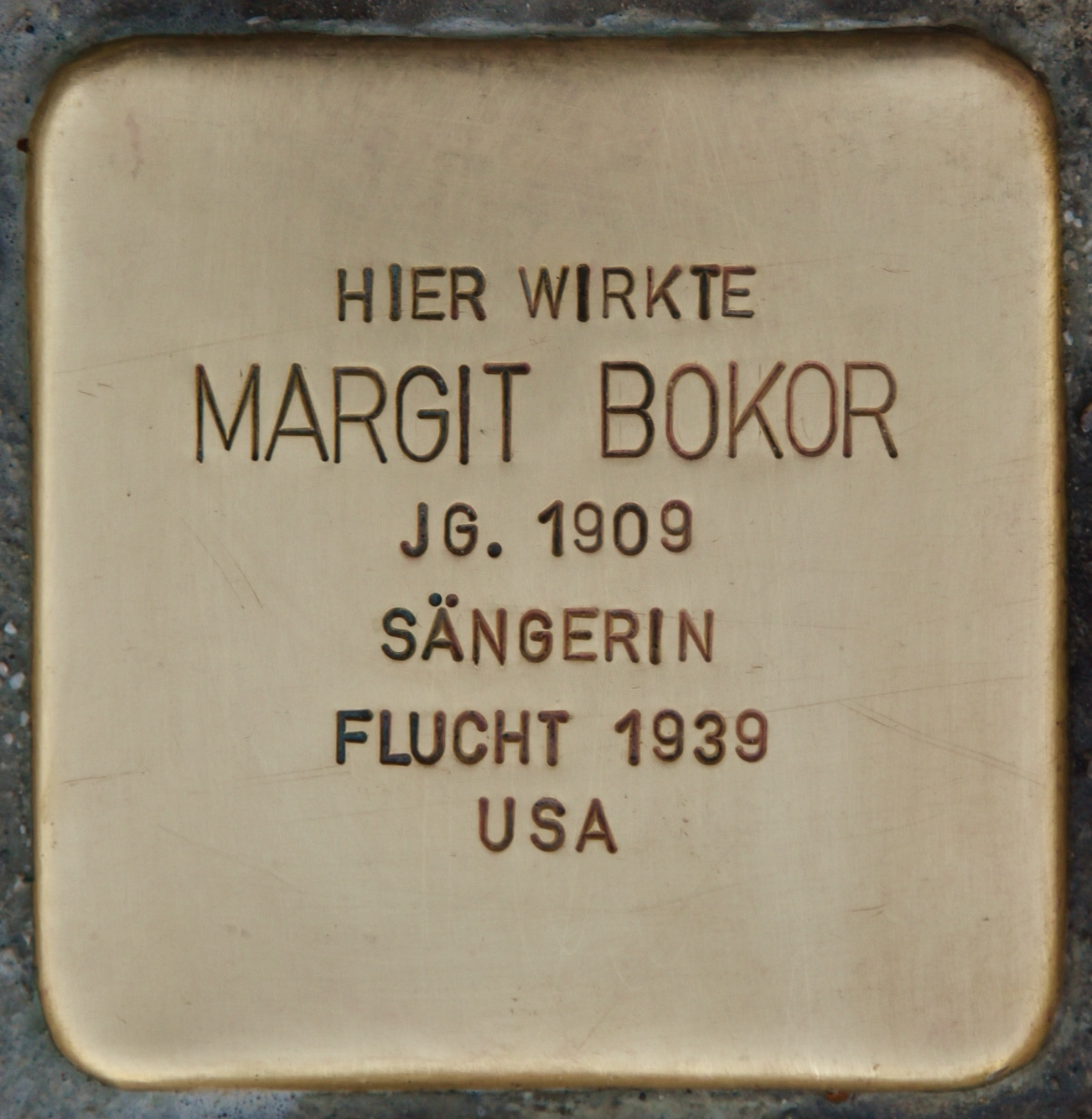
Stolperstein in Salzburg

Am 17. August 2020 wurde durch den Künstler Gunter Demnig vor dem Haus für Mozart in Salzburg ein Stolperstein für Margit Bokor verlegt.